# Ananias (football)
Pour les articles homonymes, voir Ananias.
Ananias Eloi Castro Monteiro dit Ananias, né le 20 janvier 1989 à São Luís et mort le 28 novembre 2016 à La Unión, est un footballeur brésilien qui évolue au poste d'attaquant.
Il meurt le 28 novembre 2016, dans le crash du vol 2933 LaMia Airlines.

## Biographie
Ananias joue en faveur des clubs de Bahia, Portuguesa, Palmeiras, Sport Recife et Chapecoense.
Il dispute 95 matchs en première division brésilienne, marquant dix buts, et sept matchs en Copa Sudamericana, inscrivant deux buts. Il inscrit son premier but en Copa Sudamericana le 26 octobre 2016, lors des quarts de finale contre l'équipe colombienne du Junior de Barranquilla. Il marque son second but dans cette compétition le 2 novembre 2016, lors des demi-finales contre l'équipe argentine de San Lorenzo.

## Palmarès
- Chapecoense
  - 2016 : Championnat de Santa Catarina

- Portuguesa
  - 2011 : Championnat du Brésil D2

- Palmeiras
  - 2013 : Championnat du Brésil D2

- Sport Recife
  - 2014 : Copa do Nordeste